# Peter Stebbings
Peter Stebbings es un actor canadiense, más conocido por haber interpretado a Kevin Sharp en la serie Madison y a Paul Deeds en Traders.

## Biografía
Peter sale con la actriz Charlotte Sullivan, la pareja se casó y en el 2015 se anunció que estaban esperando a su primer bebé juntos.

## Carrera
En 1990 interpretó a Godwin en un episodio de la serie 21 Jump Street protagonizada por Johnny Depp.
En 1994 se unió al elenco recurrente de la serie Madison donde dio vida a Kevin Sharpe hasta 1998.
En 1997 se unió al elenco de la serie Traders donde interpretó a Paul Deeds, un banquero inversionista hasta el 2000.
En 1998 apareció en la serie The Outer Limits donde interpretó a Seth Todtman durante el episodio "Final Exam", más tarde en el 2000 apareció de nuevo en la serie durante el episodio "Revival" donde dio vida a Luke.
En el 2002 se unió al elenco de la serie Jeremiah donde interpretó a Markus Alexander el líder de Thunder Mountain quien busca formar nuevas alianzas con los sobrevivientes.
En el 2010 se unió al elenco recurrente de la serie The Murdoch Mysteries donde interpreta a James Pendrick.
En el 2011 se unió al elenco de la serie The Listener donde interpretó al abogado Alvin Klein, hasta el 2014. Ese mismo año apareció en la película Immortals donde interpretó a Helios, el dios del sol y un soldado ateniense.
En el 2013 apareció en la última temporada de la serie The Borgias, donde interpretó al Cardenal DeLuca.
En el 2014 se unió a la serie Crossbones donde interpretó a James Balfour, hasta el final de la serie ese mismo año luego de que fuera cancelada al finalizar su primera temporada debido al bajo rating.

## Filmografía

### Series de televisión
| Año         | Título                         | Personaje        | Notas                                  |
| ----------- | ------------------------------ | ---------------- | -------------------------------------- |
| 2015        | Bates Motel                    | Intruso          | episodio "Unbreak-Able"                |
| 2011 - 2014 | The Listener                   | Alvin Klein      | 38 episodios                           |
| 2014        | Crossbones                     | James Balfour    | 9 episodios                            |
| 2013        | The Borgias                    | Cardenal DeLuca  | 4 episodios                            |
| 2010 - 2013 | Murdoch Mysteries              | James Pendrick   | 7 episodios                            |
| 2009 - 2010 | Cra$h & Burn                   | Lionel           | 7 episodios                            |
| 2009        | G-Spot                         | Bill Wright      | 4 episodios                            |
| 2007 - 2008 | Rabbit Fall                    | Harley McPherson | 7 episodios                            |
| 2008        | Flashpoint                     | Gerald Duglin    | episodio "Planets Aligned"             |
| 2008        | Would Be Kings                 | -                | 2 episodios - miniserie                |
| 2007        | Across the River to Motor City | Brett McNeal     | 6 episodios                            |
| 2004        | The Eleventh Hour              | Eco              | episodio "In Spite of All the Damage"  |
| 2002 - 2004 | Jeremiah                       | Markus Alexander | 25 episodios                           |
| 2003        | Mutant X                       | Kristoff         | episodio "The Hand of God"             |
| 2002        | Stargate                       | Malek            | 2 episodios                            |
| 2002        | Cold Squad                     | Blaire McDonald  | episodio "The Shed"                    |
| 2001        | Blue Murder                    | Kirk Mondragon   | episodio "Asylum"                      |
| 2001        | Relic Hunter                   | Tsarlov          | episodio "Run Sydney Run"              |
| 2000        | The Outer Limits               | Luke             | episodio "Revival"                     |
| 1997 - 2000 | Traders                        | Paul Deeds       | 32 episodios                           |
| 1999        | The Hoop Life                  | Pete             | -                                      |
| 1998        | Welcome to Paradox             | Paul             | episodio "The Girl Who Was Plugged In" |
| 1994 - 1998 | Madison                        | Kevin Sharpe     | 4 episodios                            |
| 1996        | Kung Fu: The Legend Continues  | Jimmy            | episodio "Blackout"                    |
| 1994        | The X-Files                    | Marty            | episodio "Gender Bender"               |
| 1993        | Cobra                          | Kelso            | episodio "Hostage Hearts"              |
| 1993        | Street Justice                 | Jeffrey          | episodio "Black or Blue"               |
| 1990, 1992  | Neon Rider                     | -                | 2 episodios                            |
| 1990        | 21 Jump Street                 | Godwin           | episodio "Just Say No! High"           |
| 1989        | The Beachcombers               | Cassidy          | episodio "The Sechelt Queen"           |
| 1989        | Bordertown                     | Lamar Johnson    | episodio "Pretty Shadows"              |

### Películas
| Año  | Título                                    | Personaje         | Notas                                                                                              |
| ---- | ----------------------------------------- | ----------------- | -------------------------------------------------------------------------------------------------- |
| 2015 | Counting for Thunder                      | Joe Tischman      | junto a Phillip Irwin Cooper, Mariette Hartley, John Heard & David Schroeder                       |
| 2013 | Separation                                | Jack              | junto a Sarah Manninen, Dmitry Chepovetsky, Al Sapienza & Amish Patel                              |
| 2012 | Artist: Unknown                           | Tom Thomson       | corto - junto a Charlotte Sullivan, Julian Richings, Joshua Peace & David Christo                  |
| 2012 | Mistake                                   | Tom               | corto - junto a Rosemary Dunsmore, Charles Vandervaart & Natalie Breton                            |
| 2011 | Stay with Me                              | -                 | junto a Shaun Benson, Torrance Coombs, Jake Michaels & Andrea Roth                                 |
| 2011 | Immortals                                 | Helios            | junto a Henry Cavill, Mickey Rourke, Stephen Dorff, Luke Evans, Isabel Lucas & Kellan Lutz         |
| 2011 | Exposed                                   | Andrew James Gray | junto a Jodi Lyn O'Keefe, David Orth & Ray Galletti                                                |
| 2010 | The Appointment                           | Dr. Ferguson      | corto - junto a Charlotte Sullivan                                                                 |
| 2009 | Defendor                                  | Doctor            | junto a Woody Harrelson, Elias Koteas, Michael Kelly, Sandra Oh, Kat Dennings & Charlotte Sullivan |
| 2008 | SIS                                       | Billy Beckett     | junto a Keith David, Christina Cox, Omari Hardwick, Domenick Lombardozzi & Robert Allen Mukes      |
| 2008 | Never Cry Werewolf                        | Jared             | junto a Nina Dobrev, Kevin Sorbo, Spencer Van Wyck & Sean O'Neill                                  |
| 2008 | Jack and Jill vs. the World               | George            | junto a Freddie Prinze Jr., Taryn Manning, Claudia Besso, Krista Sutton & Charles Martin Smith     |
| 2008 | Love & Justice                            | Jack Hudson       | corto - junto a Charlotte Sullivan, Ted Ludzik & Anand Rajaram                                     |
| 2006 | Kardia                                    | Padre             | junto a Mimi Kuzyk, Kristin Booth, Ariel Waller & Stephen Lobo                                     |
| 2006 | Citizen Duane                             | Ministro          | junto a Douglas Smith, Devon Bostick, Jane McGregor, Donal Logue & Rosemary Dunsmore               |
| 2005 | Tripping the Wire: A Stephen Tree Mystery | Barnaby Horne     | junto a Clark Johnson, Alisen Down & Matt Gordon                                                   |
| 2004 | Pigeon                                    | Oficial Nazi      | corto - junto a Michael Lerner, Wendy Crewson & Joseph Marrese                                     |
| 2004 | The Limb Salesman                         | Dr. Gabriel Goode | junto a Ingrid Veninger, Clark Johnson, Charles Officer & Jackie Burroughs                         |
| 2003 | Word of Honor                             | Maj. Michael Taix | junto a Don Johnson, Jeanne Tripplehorn, Sharon Lawrence, John Heard & Arliss Howard               |
| 2002 | K-19: The Widowmaker                      | Kuryshev          | junto a Harrison Ford, Peter Sarsgaard, Liam Neeson, Ravil Isyanov & Kris Holden-Ried              |
| 2002 | Blue Boy and Girl in Pink                 | Lothario          | junto a Scott Heindl & Sam Vincent                                                                 |
| 2001 | On Their Knees                            | Sam Walker        | junto a Clark Johnson, James McGowan, Charles Officer & Carlo Rota                                 |
| 2001 | Picture Claire                            | Culver            | junto a Juliette Lewis, Gina Gershon, Mickey Rourke & Callum Keith Rennie                          |
| 2000 | On Hostile Ground                         | George Regan      | junto a John Corbett, Jessica Steen, Brittany Daniel, Andrew Kraulis & Eugene Clark                |
| 2000 | No Alibi                                  | Phil Valenz       | junto a Dean Cain, Lexa Doig, Eric Roberts & Melissa DiMarco                                       |
| 1999 | Rudy Blue                                 | Karl Blue         | junto a David Isern, Lauren Klein, Kevin Nagle, George T. Odom & Brian Patrick Sullivan            |
| 1998 | Letting Go                                | Jeffery           | junto a Max Wyman, April Telek & Drew Locke                                                        |
| 1997 | Drive, She Said                           | Detective Eddie   | junto a Moira Kelly, Sebastian Spence & Josh Hamilton                                              |
| 1993 | Family of Strangers                       | Joven Del         | junto a Melissa Gilbert, Patty Duke, Chuck Shamata, Eric McCormack, William Shatner & John Shaw    |
| 1992 | Sexual Advances                           | Chris             | junto a Stephanie Zimbalist, William Russ, Terry O'Quinn & Réal Andrews                            |
| -    | A Night in Motion                         | -                 | cortometraje                                                                                       |

### Director, escritor y productor
| Año  | Título                      | Notas                                 |
| ---- | --------------------------- | ------------------------------------- |
| 2013 | Empire of Dirt              | director                              |
| 2012 | The Listener                | director - episodio "Roques' Gallery" |
| 2010 | Defendor                    | director & escritor                   |
| 2008 | Jack and Jill vs. the World | productor & escritor                  |
| 2003 | Danny and the Fairy G       | director & escritor                   |

### Teatro
| Año  | Obra | Personaje | Director (a)  | Teatro | Notas                                             |
| ---- | ---- | --------- | ------------- | ------ | ------------------------------------------------- |
| 1997 | Mojo | -         | Richard Wolfe | -      | junto a Camyar Chai, Bob Frazer & Michael Northey |

## Premios y nominaciones
| Año  | Categoría                                                          | Premio             | Serie/Película | Resultado |
| ---- | ------------------------------------------------------------------ | ------------------ | -------------- | --------- |
| 2011 | Honourable Mention (2.º lugar)                                     | Claude Jutra Award | Defendor       | Ganador   |
| 2011 | Best Screenplay, Original                                          | Genie Award        | Defendor       | Nominado  |
| 2002 | Best Performance by an Actor in a Guest Role in a Dramatic Series  | Gemini Award       | Blue Murder    | Nominado  |
| 1998 | Best Performance by an Actor in a Continuing Leading Dramatic Role | Gemini Award       | Madison        | Nominado  |
| 1997 | Best Performance by an Actor in a Continuing Leading Dramatic Role | Gemini Award       | Madison        | Nominado  |